# Miguel Bosé
Miguel Bosé, właśc. Luis Miguel González Borloni (ur. 3 kwietnia 1956 w Panamie) – hiszpański piosenkarz, kompozytor, aktor i reżyser.
Jest jedną z największych hiszpańskich sław, zarówno w Hiszpanii, jak i Ameryce Łacińskiej, a także aktorem francuskich produkcji kinowych. Laureat World Music Awards 2007.

## Życiorys

### Wczesne lata
Jest jedynym synem Luisa Miguela Dominguína (1926–1996), legendarnego hiszpańskiego matadora, i Lucii Bosé (z domu Borlani, ur. 28 czerwca 1931 w Mediolanie, zm. 23 marca 2020 w Segovii), słynnej włoskiej aktorki. Ma młodszą siostrę Paolę Dominguín (ur. 5 listopada 1960). Jego trzecie imię zostało nadane przez ojca chrzestnego, reżysera Luchino Viscontiego.

### Kariera
Swoją karierę artystyczną zapoczątkował w wieku siedemnastu lat występem na dużym ekranie w dramacie Vera (Vera, un cuento cruel), 1973 u boku Fernando Fernána Gómeza. W 1975 nagrał swoje pierwsze single: „Soy”/„For Ever For You”. Dwa lata potem podpisał kontrakt wytwórnią CBS Records, z którą był związany w latach 1977–1984. w 1977 roku zdobył hiszpański publicznej albumu Linda (1977). Dwa lata później został również doceniony we Włoszech i Ameryce Południowej z płytą Chicas (1979).
Okładka albumu „Milan-Madryt” (1983) została zaprojektowana przez Andy’ego Warhola. Stał się międzynarodową supergwiazdą, kiedy jego piosenka „Amante bandido” (1985) znalazła się wśród największych przebojów w całej Ameryce Łacińskiej i w Hiszpanii.
W hiszpańsko-francuskim dramacie Pedro Almodóvara Wysokie obcasy (Tacones lejanos, 1991) zagrał postać sędziego śledczego Jorge Domíngueza. W dramacie historycznym Patrice Chéreau Królowa Margot (La Reine Margot, 1994) wystąpił w roli Henryka Gwizjusza.
Zaśpiewał w duecie z Shakirą piosenkę pt. „Si Tú No Vuelves” (2007).
W 2007 roku obchodził swoje trzydziestolecie pracy artystycznej nagrywając album z duetami międzynarodowymi „Papito”. Po latach na rynku muzycznym pojawiły się kolejne płyty: „Papitwo” (2012) i „Amo” (2015).

## Życie prywatne
Spotykał się z księżniczką Monako Stefanią Grimaldi (1980) i Barbarą D’Urso (1982). W 2013 r. w wywiadzie dla hiszpańskiego magazynu gejowskiego „Shangay” ujawnił, że jest ojcem czworga dzieci: synów bliźniaków Tadeo i Diego oraz innej pary bliźniaków – Ivo i Telmo.

## Dyskografia

### Single wyd. Ariola
- 1975: „Soy”/„For Ever For You”
- 1976: „Es tan fácil”/„Who?”
- 2010: „Jurame”
- 2011: „Sea Lo Que Sea Sera” feat Above & Beyond

### Albumy CBS
- 1977: Linda
- 1978: Miguel Bosé
- 1979: Chicas!
- 1979: Chicas! (wersja włoska)
- 1979: Chicas! (wersja angielska)
- 1979: La misa campesina
- 1979: La misa campesina du Nicaragua
- 1980: Miguel
- 1980: Miguel (wersja włoska)
- 1980: Madrid
- 1980: Miguel Bosé (wersja portugalska)
- 1980: Miguel Bosé (Japonia)
- 1980: Cosas de niños
- 1981: Más allá
- 1981: Singolo
- 1981: Stay The Night
- 1982: Miguel Bosé (wersja francuska)
- 1982: Tutti-Frutti
- 1982: ¡Bravo muchachos! Los grandes éxitos de Miguel Bosé
- 1982: Bravi Ragazzi
- 1983: Made in Spain (dla Andy’ego Warhola)
- 1983: Milano – Madrid (dla Andy’ego Warhola)
- 1984: Bandido
- 1984: Bandido (wersja włoska)

### WEA
- 1986: Salamandra
- 1986: Salamandra (wersja angielska)
- 1987: XXX
- 1987: XXX (wersja angielska)
- 1990: Los chicos no lloran
- 1991: Directo '90
- 1991: Directo (Francja)
- 1993: Bajo el signo de Caín
- 1994: Sotto il segno di Caino
- 1994: Under the Sign of Cain
- 1994: Pedro y el lobo/Historia de Babar el elefantito (narrator)
- 1995: Laberinto
- 1996: Labirinto
- 1997: Mordre dans ton coeur
- 1998: 11 maneras de ponerse un sombrero
- 1999: Lo mejor de Bosé
- 1999: Best of Miguel Bosé
- 2000: Girados en concierto (z Aną Torroją)
- 2001: Sereno
- 2002: Morena mia (prosta wersja włoska Morenamia)
- 2002: Sereno (edycja specjalna)
- 2004: Por vos muero
- 2005: Velvetina
- 2007: Papito (2.000.000 kopii)